# Helena Perpenti
Candida Lena Perpenti née Maria Candida Medina Coeli en 1764 à Chiavenna, et morte en 1846 à Pianello del Lario est une médecin, biologiste et botaniste italienne,. 

## Biographie
Née d'un famille de haut rang de la ville de Chiavenna, Maria Candida Medina Coeli s'intéresse à la médecine dès son enfance. Elle contribue à la diffusion du vaccin contre la variole dans la règion de Côme.
Elle est ensuite connue sous le nom de Candida Lena Perpenti, d'après le nom de son mari Giovanni Lena Perpenti,.
Son invention d'une méthode de filature de l'amiante pour obtenir des produits textiles et du papier ignifuge lui vaut une reconnaissance dans le Dictionnaire des inventions, des origines et des découvertes.

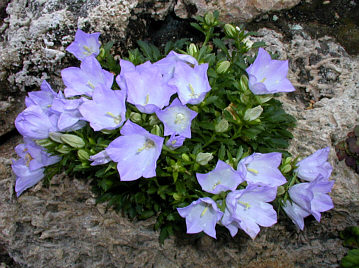
La campanule de Rainer (Campanula raineri) découverte par Helena Perpenti

Dans le domaine de la botanique, elle découvre en 1817 une variété de campanule ensuite baptisée Campanula raineri, d'après l'archiduc Rainier d'Autriche (1783-1853), passionné de botanique.